# Kakariki
Kakariki (Cyanoramphus) je rod papoušků původem z Nového Zélandu a jiných ostrovů jižního Pacifiku.

## Popis
Jsou to malí až středně velcí papoušci s dlouhými ocasy a převážně zeleným opeřením. Samec bývá o něco větší nežli samice, jinak se opeřením pohlaví neliší. Většina druhů žije v lesních stanovištích, i když několik subantarktických druhů se vyskytuje i na otevřených travnatých oblastech. Rod měl dříve disjunktivní (nesouvislou) distribuci, přičemž dva druhy se vyskytovaly na Společenských ostrovech a většina druhů žila od Nové Kaledonie po ostrov Macquarie. Přestože se na ostrovech mezi těmito dvěma oblastmi našlo mnoho fosilních pozůstatků různých ptáků, žádné z nich nebyly nikdy přiřazeny papouškům kakariki.

## Ohrožení
Stejně jako v případě mnoha jiných ostrovních ptáků, také pro tyto papoušky představují hrozby lidské zásahy do ekosystému. Oba dva druhy ze Společenských ostrovů, tj. kakariki modrokřídlý (Cyanoramphus ulietanus) a kakariki tahitský (Cyanoramphus zealandicus), jsou dnes hodnoceny Mezinárodním svazem ochrany přírody jako vyhynulé. Coby vyhubené jsou hodnoceny také druhy/poddruhy z ostrova Macquarie a ostrova Lorda Howa kakariki (rudočelý) červenouchý (Cyanoramphus [novaezelandiae] erythrotis) a Cyanoramphus [novaezelandiae] subflavescens, stejně jako nepopsaná forma z Campbellova ostrova. Jeden druh, kakariki horský (Cyanoramphus malherbi), je považován za kriticky ohrožený, zatímco většina ostatních druhů je ohrožená či zranitelná. Za hlavní ohrožující faktory jsou považovány ztráta stanovišť a dopad nepůvodních druhů.

## Etymologie
Rod kakariki poprvé popsal Charles Lucien Bonaparte roku 1854. Odborné vědecké jméno Cyanoramphus je kombinací starořeckého „κυανός“ („tmavomodrý“) a „ράμφος“ („zobák“).

## Druhy
Existuje celkem 12 druhů papoušků kakariki, z toho 4 vyhynulé. Některé druhy mohou být v některých systémech hodnoceny jako poddruhy jiných druhů.
- † kakariki tahitský (C. zealandicus) (Latham, 1790)
- † kakariki modrokřídlý (C. ulietanus) (Gmelin, JF, 1788)
- kakariki novokaledonský (C. saisseti) Verreaux, J & Des Murs, 1860
- kakariki chathamský (C. forbesi) Rothschild, 1893
- kakariki norfolcký (C. cooki) (Gray, GR, 1859)
- † Cyanoramphus subflavescens Salvadori, 1891
- kakariki antipodský (C. unicolor) (Lear, 1831)
- kakariki žlutočelý (C. auriceps) (Kuhl, 1820)
- kakariki horský (C. malherbi) Souancé, 1857
- kakariki rudočelý (C. novaezelandiae) (Sparrman, 1787)
- Cyanoramphus hochstetteri (Reischek, 1889)
- † kakariki červenouchý (C. erythrotis) (Wagler, 1832)

Galerie vybraných druhů
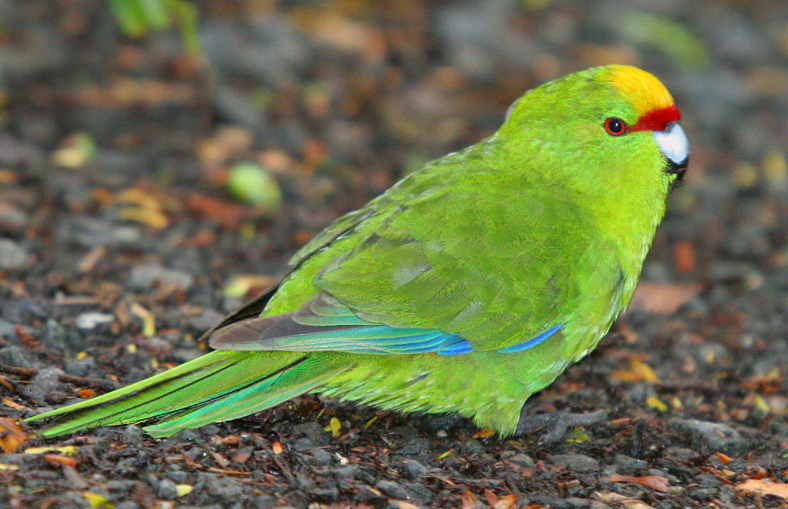
Kakariki žlutočelý
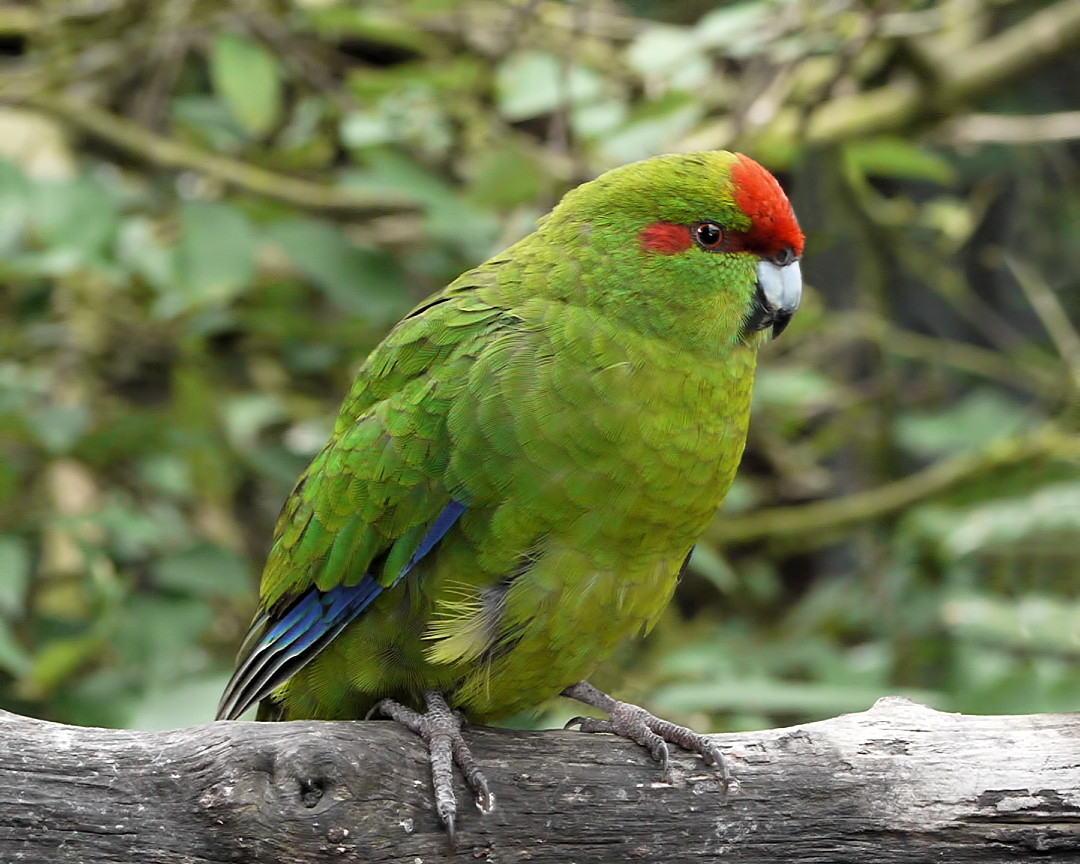
Kakariki rudočelý
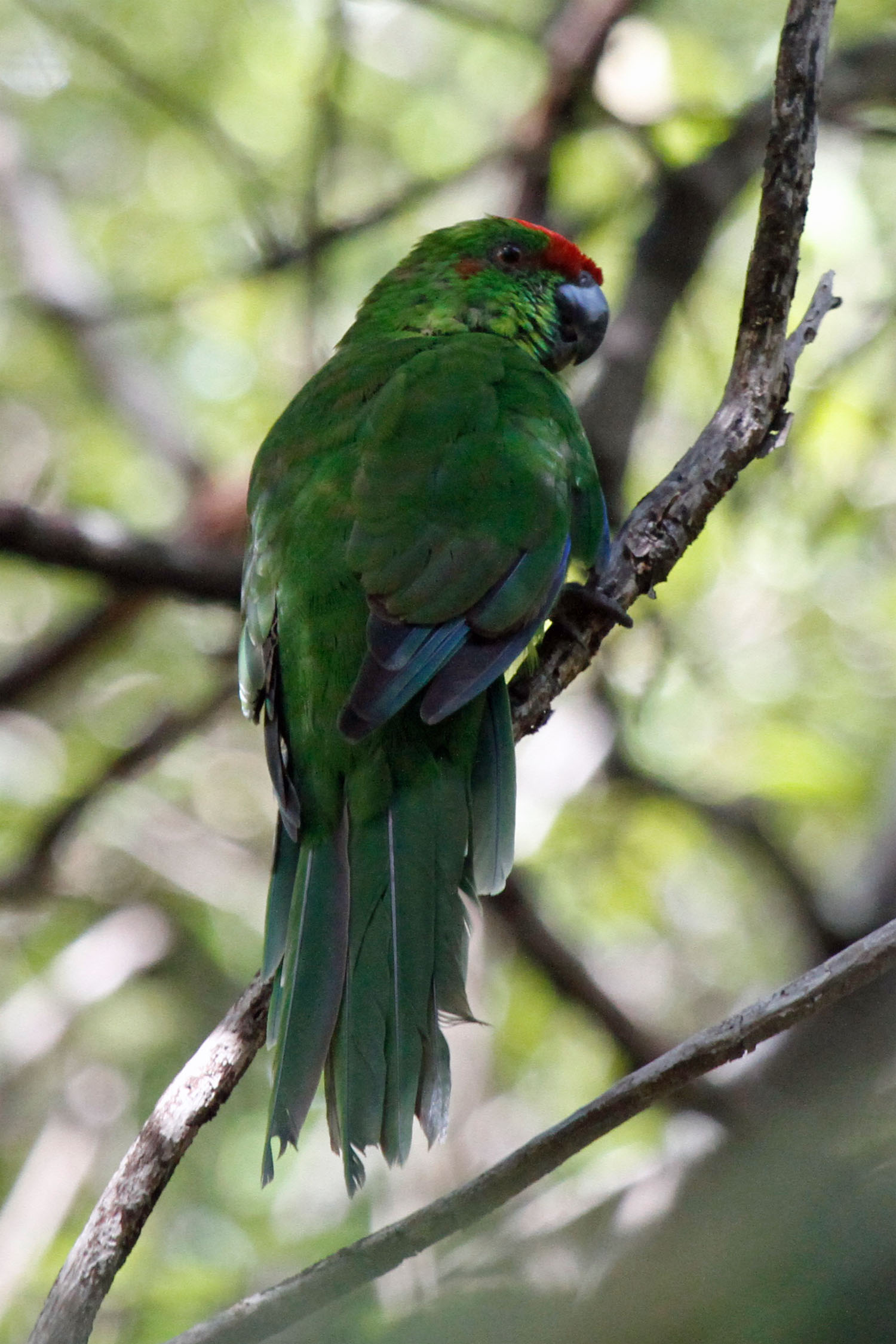
Kakariki norfolcký
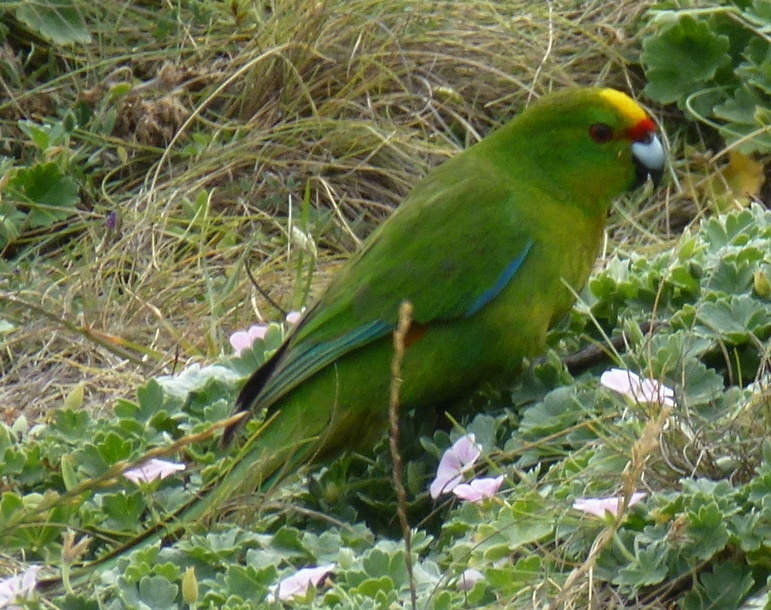
Kakariki chathamský
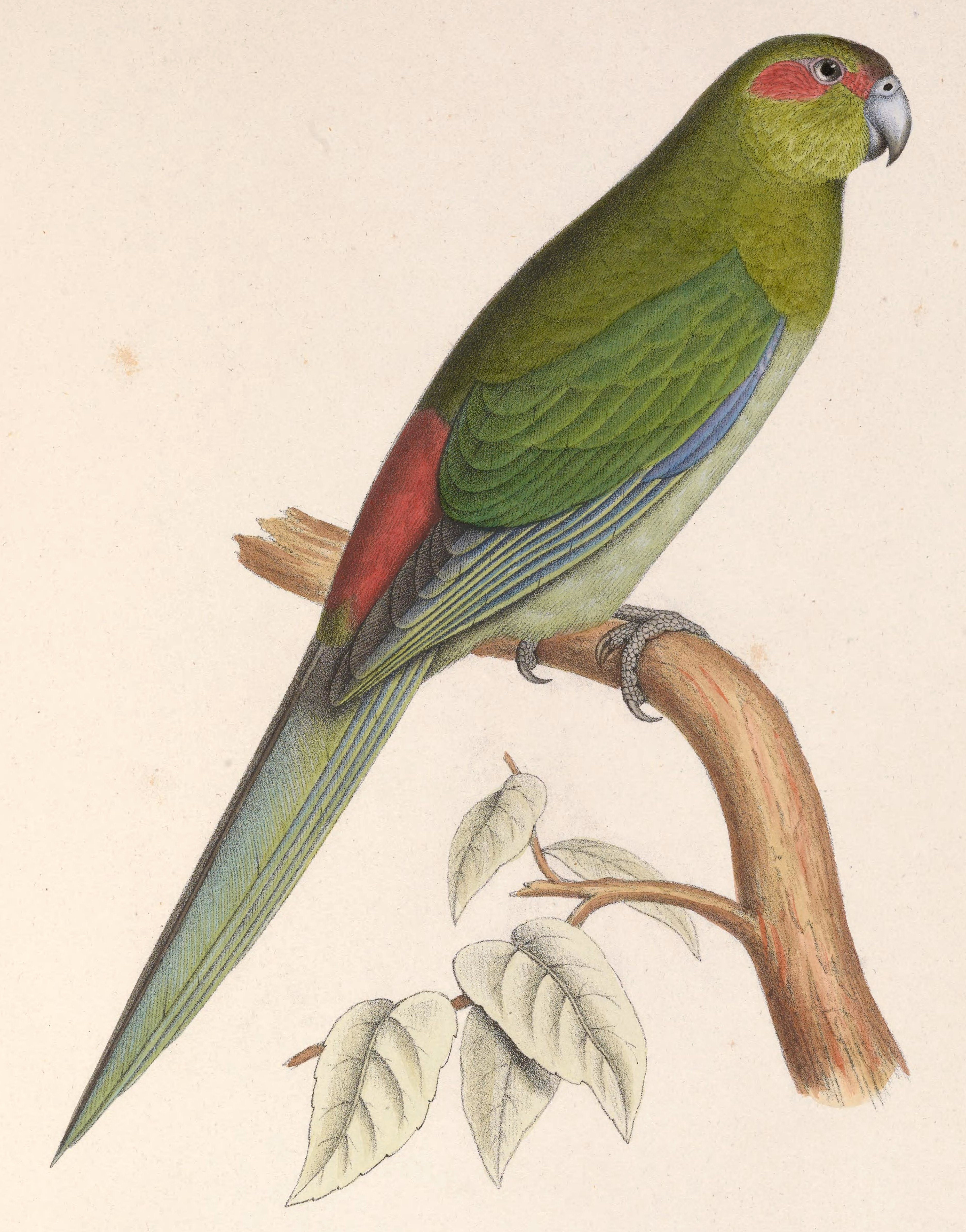
† Kakariki tahitský
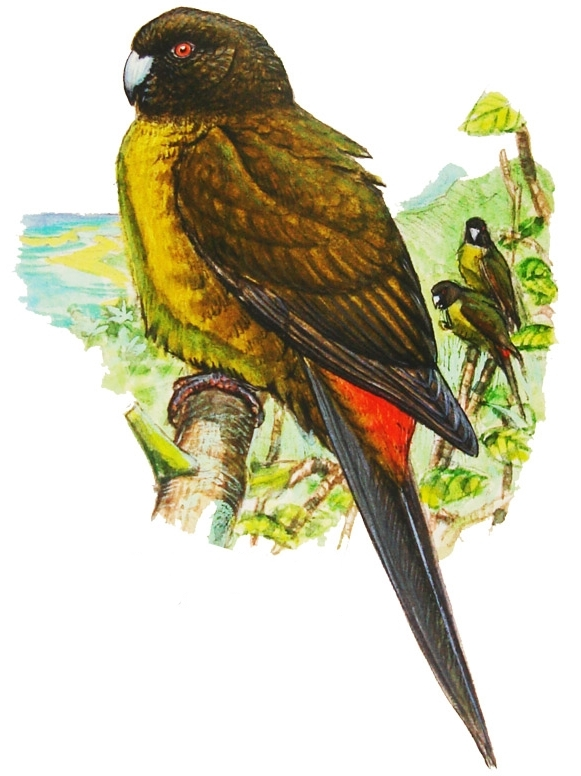
† Kakariki modrokřídlý